# James Yap
James Carlos Yap sr. (Escalante, 15 februari 1982) is een professioneel basketbalspeler uit de Filipijnen. Yap begon zijn basketbalcarrière bij het middelbareschoolteam Bacolod Tay Tung High School en Iloilo Central Commercial High School. Aansluitend speelde hij voor het universiteitsteam UE Red Warriors, waarmee hij 2002 en 2003 de laatste vier bereikte van de UAAP. In 2003 werd Yap uitgeroepen tot Most Valuable Player. Sinds 2004 speelt Yap in de Filipijnse professionele basketbalcompetitie PBA. Hij werd als tweede gekozen in de draft door Pure foots Tender Juicy Giants. Spelend voor dat team werd hij in 2006 en 2010 uitgeroepen tot Most Valuable Player van de PBA . Yap speelde daarnaast vele malen voor het Filipijns nationaal basketbalteam.

## Carrière

### Rookie seizoen (2004–05)
In 2004 speelde Yap zijn eerste seizoen als professioneel basketballer. Hij werd door Purefoods Tender Juicy Giants als tweede gekozen in de draft van 2004. Zijn eerste seizoen begon door een blessure aan zijn schouder wat stroef. Later ging het beter en kwam hij in meerdere wedstrijden boven de 20 punten uit. Purefoods slaagde er echter niet in om in de kwartfinale van de Fiesta Conference Shell Turbo Chargers te verslaan. De PBA De Rookie of the Year Award ging in 2004 niet naar Yap, maar werd gewonnen door Rich Alvarez.

### Most Valuable Player (2005–06)
In het seizoen 2005-06, kreeg Yap meer speeltijd en begon zijn talent op te vallen. Na de Fiesta Conference waarin Purefoods de finale haalde en daarin met 4-2 verloor van Red Bull, stond Yap nog vierde in de lijst van spelersstatistieken. Enkele zeer goede optredens gedurende de rest van het seizoen zorgden ervoor dat Yap aan het eind van het seizoen teamgenoot Kerby Raymundo en Red Bulls' Enrico Villanueva voorbleef en werd hij ook door de jury en het publiek gekozen tot Most Valuable Player van de PBA. Met zijn 24 jaar, was Yap op dat moment de op vier na jongste speler ooit die de onderscheiding won. Tevens werd zijn goede seizoen beloond met een verkiezing in het Mythical First Team van dat jaar.

## Privéleven
Yap trouwde op 10 juli 2005 met presentatrice en actrice Kris Aquino, een dochter van voormalig senator Ninoy Aquino en voormalig president Corazon Aquino en jongste zus van de huidige president Benigno Aquino III. In 2007 kwam hun huwelijk onder druk te staan toen een voormalig receptioniste van een schoonheidskliniek onthulde een relatie met Yap te hebben gehad. Yap ontkende de aantijgingen en de media-aandacht ervoor bloedde uiteindelijk dood toen bekend werd dat Kris zwanger was van hun eerste kind. James Yap jr. werd uiteindelijk op 19 april 2007 geboren. Halverwege 2010 maakte Kris Aquino bekend dat zij en Yap gescheiden waren vanwege persoonlijke redenen.

## Erelijst

### Individuele prijzen
- Most Valuable Player (MVP) PBA - 2006, 2010
- Most Valuable Player (MVP) UAAP - 2003
- Player of the Year PSA - 2003, 2006, 2010
- Mythical First Team Selection UAAP - 2003
- Mythical First Team Selection PBL - 2003, 2004
- Mythical First Team Selection PBA - 2006, 2010
- Three point schootout champion PBA - 2008
- Best Player of the Conference PBA Philippe Cup - 2010
- Most Valuable Player (MVP) Philippine Cup Finals - 2010